# Arcuphantes pulchellus
Arcuphantes pulchellus är en spindelart som beskrevs av Paik 1978. Arcuphantes pulchellus ingår i släktet Arcuphantes och familjen täckvävarspindlar. Inga underarter finns listade i Catalogue of Life.